# 天主教萬卡內聖雅各伯自治監督區
天主教萬卡內聖雅各伯自治監督區（拉丁語：Praelatura Territorialis Sancti Iacobi Apostoli Huancanensis）是秘魯一個羅馬天主教自治監督區，屬阿雷基帕總教區。
監督區成立於2019年4月3日，位於普諾大區東南部。2019年有教友170,415人（佔轄區總人口85%）、二十個堂區、十五名司鐸。現任監督為若望·切法伊。